# Невязка
Невязка — величина ошибки (расхождения) приближённого равенства.
Пусть требуется найти такое x, что значение функции:
{\displaystyle f(x)=b.}
Подставив приближенное значение x0 вместо x, получаем невязку
{\displaystyle b-f(x_{0})}
а ошибка в этом случае равна
{\displaystyle x-x_{0}}.
Если точное значение x неизвестно, вычисление ошибки невозможно, однако при этом может быть определена невязка.

## Невязкааппроксимациифункции
Схожее название используется в дифференциальных,
интегральных и
функциональных уравнениях.
Для аппроксимации
{\displaystyle f_{\rm {a}}} решения
{\displaystyle f} уравнения
{\displaystyle T(f)(x)=g(x)} ,
невязка может быть функцией
{\displaystyle g(x)~-~T(f_{\rm {a}})(x)}
или по-другому максимумом нормы разности
{\displaystyle \max _{x\in {\mathcal {X}}}|g(x)-T(f_{\rm {a}})(x)|} на области {\displaystyle {\mathcal {X}}}, где функция
{\displaystyle f_{\rm {a}}}
есть усреднённое решение {\displaystyle f},
или некоторый интеграл функции разности, например,
{\displaystyle \int _{\mathcal {X}}|g(x)-T(f_{\rm {a}})(x)|^{2}~{\rm {d}}x.}
В большинстве случаев, чем меньше невязка, тем аппроксимированное значение ближе к решению, то есть,
{\displaystyle \left|{\frac {f_{\rm {a}}(x)-f(x)}{f(x)}}\right|\ll 1.}
В этом случае начальное уравнение принималось за корректное; и невязка могла быть использована как показатель отклонения аппроксимации от точного решения.

## Использование невязок
Если точное решение неизвестно, можно использовать аппроксимацию решения с небольшой невязкой.
Невязка фигурирует во многих разделах математики, в том числе в итерационных методах, таких как метод обобщенного минимума, в котором решение системы уравнений находится путём минимизации невязки.
В навигации невязкой называется расстояние между вычисленным по прокладке местоположением судна и фактически определённым (по светилам, маякам и т.д.) местоположением, измеряется в морских милях.